# 神前村 (香川県)
神前村（かんざきそん）は、香川県大川郡にあった村。現在のさぬき市寒川町神前。

## 歴史
- 1890年（明治23年）2月15日 - 町村制施行に伴い、寒川郡神前村が成立。
- 1899年（明治32年）4月1日 - 大川郡の所属となる。
- 1955年（昭和30年）7月1日 - 大川郡石田村と新設合併し、寒川村が発足。同日神前村廃止。